# PIN dioda

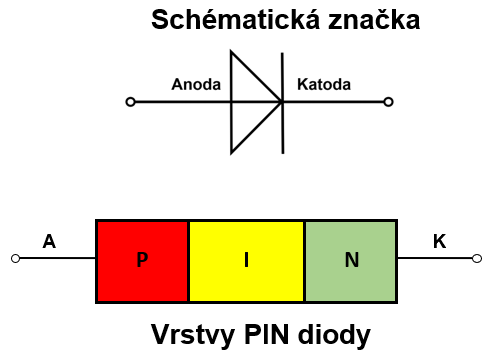
PIN dioda, schematická značka a vrstvy

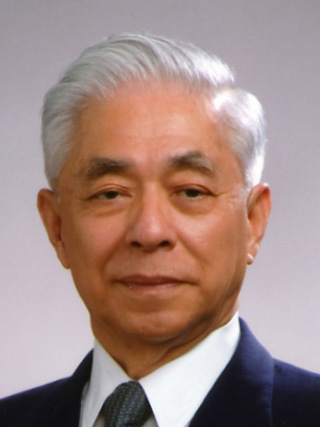
Džun’iči Nišizawa

PIN dioda je elektronický prvek (součástka) – polovodičová dioda se silně dotovanými polovodičovými oblastmi, kde vrstvy typu P a N jsou odděleny nízkodotovanou vrstvou I. Tato mezivrstva I se vyznačuje tím, že má téměř vlastní (v teoretickém případě intrinsickou) vodivost a je tlustší než vrstvy P a N (obvykle několik mikrometrů). PIN diodu resp. PIN fotodiodu vynalezl Jun-Ichi Nishizawa s týmem svých kolegů v roce 1950. Široká vnitřní oblast I činí z PIN diody sice poněkud horší usměrňovač (což je jedna z typických funkcí diod obecně), ale díky tomu je tato elektronická součástka vhodná pro atenuátory, rychlé spínače, fotodetektory a vysokonapěťové aplikace výkonové elektroniky.

## Princip

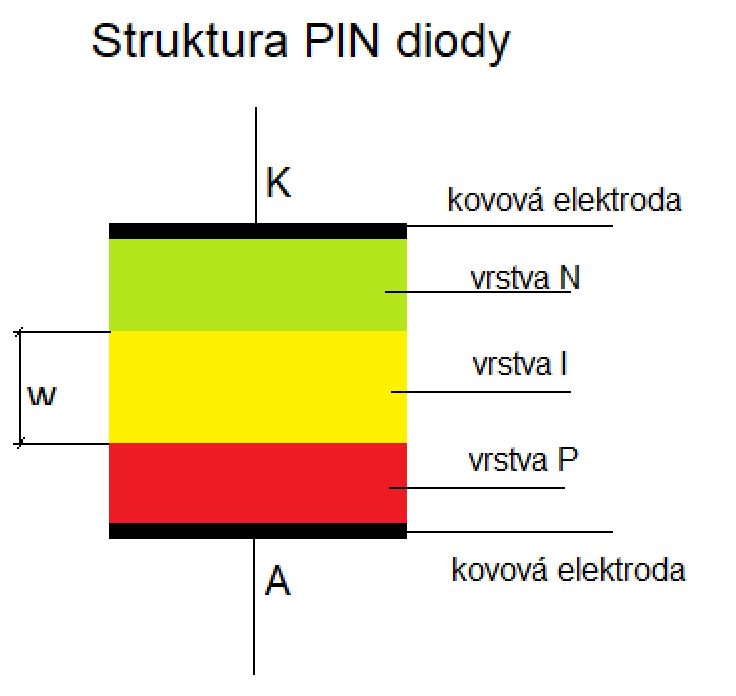
Struktura PIN diody, rozložení vrstev – w je tloušťka vrstvy I

Struktura PIN diody je dána silně dotovanými oblastmi P a N, mezi které je vložena vrstva polovodiče I, jež má vysoký měrný odpor, daný tloušťkou vrstvy I (někdy nazývané i v české literatuře báze). Přiloží-li se na PIN diodu, zapojenou v propustném směru napětí, začnou se vstřikovat jak elektrony, tak díry do oblasti I. PIN dioda obvykle pracuje ve stavu vysoké injekce do kterého se dostane tehdy, když se vyrovná počet elektronů a děr, dochází k nárůstu vodivosti vrstvy I, výrazně se snižuje měrný odpor. Toho je dosaženo tím, že báze diody je zaplavena velmi vysokou koncentrací injektovaných elektronů a děr, jejich koncentrace je z důvodů zachování nábojové neutrality shodná.
PIN dioda může plnit funkci spínače, kdy pracuje ve dvou režimech. V propustném režimu je schopná spínat řádově odlišné proudy a v blokovacím (závěrném) režimu může blokovat řádově odlišná napěti. V případech, kdy PIN dioda propouští velké proudy, je nutné omezit ztrátový výkon na diodě a toho se dosahuje větší plochou přechodu diody (maximální proudová hustota pro křemík 200 A/cm2) a konstrukcí diody.
PIN diodu je možné použít pro funkci usměrňovače, rychlých spínačů, fotodetektorů, ve vysokofrekvenčních aplikacích a v aplikacích pro vysoké napětí.
PIN diody se obvykle vyrábějí z křemíku tak, že do vrstvy I se z každé strany vytvoří difuzí nebo implantací vrstvy N a P. Rozložení vrstev je znázorněno na obrázku.

## Vlastnosti

Typický průběh V-A charakteristik diod v propustném směru

Funkce PIN diody se při průchodu stejnosměrného proudu, nebo proudů nízkých frekvencí, neliší od funkce běžné diody s přechodem PN.
Průběhy typických V-A charakteristik různých diod (germaniové – GE, křemíkové – Si a PIN diody na bázi křemík-karbid – SiC) jsou uvedeny na obrázku a je z nich patrný posuv prahového napětí, tj. napětí při kterém začíná u diody, zapojené v propustném směru, výrazný nárůst proudu. U PIN diody znázorněné na obrázku je toto napětí několikanásobně větší než u germaniové nebo křemíkové diody.
Pro nízké frekvence je pro PIN diodu typické, že doba periody je mnohokrát delší než doba potřebná k průchodu nosičů náboje přes vrstvu I.
Změna ve funkci PIN diody nastává s přivedením napětí o vysokých kmitočtech, při kterých se začne projevovat vliv vrstvy I. Vrstva I se uplatňuje od mezního kmitočtu, kdy je doba průchodu nosičů vrstvou I srovnatelná s dobou periody. S ohledem na to, že rekombinace nosičů probíhá se značnou časovou konstantou (asi 1 μs) a k extrakci nosičů z vrstvy I je potřebná dlouhá doba, nestačí se oblast I pro vysoké kmitočty (nad 1 GHz) vyprázdnit v průběhu záporné půlperiody. Pro vysokofrekvenční napětí se ustálí střední hodnota nosičů v oblasti I a PIN dioda tak z vysokofrekvenčního hlediska představuje nízkou impedanci, ve značném rozsahu nezávislou na přenášeném výkonu. Mezní kmitočet PIN diody určuje tloušťka w vrstvy I tak, že se zvětšující se tloušťkou vrstvy I se mezní kmitočet snižuje.
PIN diody mohou zpracovávat velké výkony. Toho lze dosáhnout zvětšením plochy přechodu, která určuje maximální povolenou střední hodnotu proudu a zvětšením tloušťky vrstvy w (viz obrázek Struktura PIN diody), jež určuje garantované průrazné napětí. Obě hodnoty udává každý výrobce. PIN diody mohou zpracovávat proudy s maximální povolenou střední hodnotou od desítek mA do jednotek kVA a s průrazným napětím od desítek V do deseti kV.
Jedním z důležitých parametrů PIN diody je doba života {\displaystyle \tau } nosičů v oblasti I. Tato doba udává mezní kmitočet PIN diody podle vztahu
{\displaystyle fm={\frac {1}{2\pi \tau }}}
Pro průběhy napětí nízkého kmitočtu a pro vysokofrekvenční průběhy s výrazně nižším než mezním kmitočtem pracuje PIN dioda jako běžná dioda s přechodem PN. Vysokofrekvenční průběh napětí o kmitočtu blížícím se meznímu kmitočtu je usměrněn a je značně zkreslený.
V okolí mezního kmitočtu {\displaystyle fm} začíná PIN dioda pracovat jako lineární rezistor s malou nelineární složkou, což způsobí malé nelineární zkreslení průběhu napětí.
Při kmitočtech mnohem vyšších než {\displaystyle fm} pracuje PIN dioda jako lineární rezistor, jehož velikost je možné řídit přiloženým stejnosměrným napětím.

## Použití
PIN diody nacházejí uplatnění jako kvalitní spínače, jako RF a mikrovlnné přepínače, tlumící členy pro vysoké frekvence - atenuátory, v optoelektronice jako fotodetektory a pro fotovoltaické aplikace.
Při použití PIN diody pro spínací účely lze využít jejich výhodných vlastností, které spočívají v tom, že PIN dioda má v propustném směru nízký úbytek napětí na diodě i při průchodu velkých proudů, řádově jednotky kA a v závěrném směru je PIN dioda schopná blokovat napětí v řádu kV. PIN diodu je tak možné použít v řadě aplikací jako kvalitní spínač. Při vhodném provedení mohou PIN diody spínat vysokofrekvenční výkony od 1 mW do 100 kW.
Vysoký mezní kmitočet umožňuje použít PIN diodu i v aplikacích s kmitočtem v řádu stovek GHz.

### Aplikace PIN diody jako fotodetektoru
U PN fotodiody se projevuje nedostatek daný tím, že šířka resp. tloušťka ochuzené vrstvy I je malá. Malá šířka ochuzené vrstvy způsobí, že hodně párů elektron-díra před tím, než mohou vytvořit elektrický proud, rekombinuje a tak se snižuje účinnost fotodiody. Tento nedostatek odstraňuje u PIN fotodiody širší ochuzená oblast, která snižuje pravděpodobnost rekombinace nosičů náboje.
Pro využití fotoefektu může být PIN dioda resp. PIN fotodioda použita ve dvou režimech, zapojeních podle polarity.

### PIN dioda v zapojení se závěrným předpětím

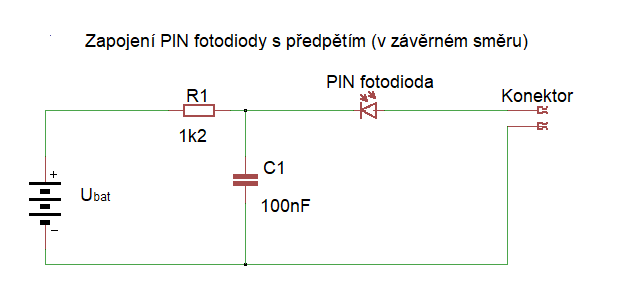
Schéma zapojení PIN diody s předpětím (v závěrném směru)

V aplikacích zapojení PIN diody se závěrným předpětím je na diodu přivedeno napětí v závěrném směru, diodou neprochází proud. Důsledkem je, že se zvětší funkční ochuzená oblast přechodu PIN a klesne kapacita diody. To je výhodné zejména při měření rychlých průběhů světelného toku, kde je kritická kapacita přechodu PN, která je tímto zapojením podstatně snížena.
PIN dioda v zapojení v závěrném směru se používá jako detektor k měření průběhů výstupních impulsů laserů.  
Při zapojení v závěrném směru pracuje PIN dioda jako kondenzátor, P a N vrstvy představují vodivé desky kondenzátoru a I oblast pracuje jako dielektrikum.

### PIN dioda ve fotovoltaickém režimu
Obecně je možné fotodiody zapojit třemi způsoby:
- naprázdno (tj. bez vnějšího napětí – zapojení se obvykle označuje jako fotovoltaické zapojení),
- s napětím přiloženým v závěrném směru (označuje se jako vodivostní PC zapojení) a
- nakrátko (pak napětí U na diodě je U = 0).

Při zapojeni ve fotovoltaickém režimu pracuje PIN dioda resp. fotodioda v nenapájeném režimu jako zdroj proudu, který vzniká v polovodičových vrstvách a projevuje se na vývodech PIN diody. V tomto režimu se dosahuje vysoké citlivosti i při nízkých úrovních osvětlení, protože PIN dioda má v tomto zapojení nízký šum.
Nejčastěji užívanými polovodičovými materiály pro PIN diodu jsou křemík (Si), arsenid gallitý (GaAs), arsenid inditý (InAs), antimonid inditý (InSb) a další. Světelné záření, které tyto materiály mohou absorbovat se pohybuje v rozsazích např. pro Si 250 nm až 1100 nm nebo pro GaAs 800 nm až 2600 nm.

### Mikrovlnné a RF aplikace PIN diody
PIN dioda je polovodičový obvod, který pracuje jako proměnný rezistor v rozsazích rádiových frekvencí RF a v mikrovlnných aplikacích.

### RF a mikrovlnné přepínače pro vysokofrekvenční aplikace

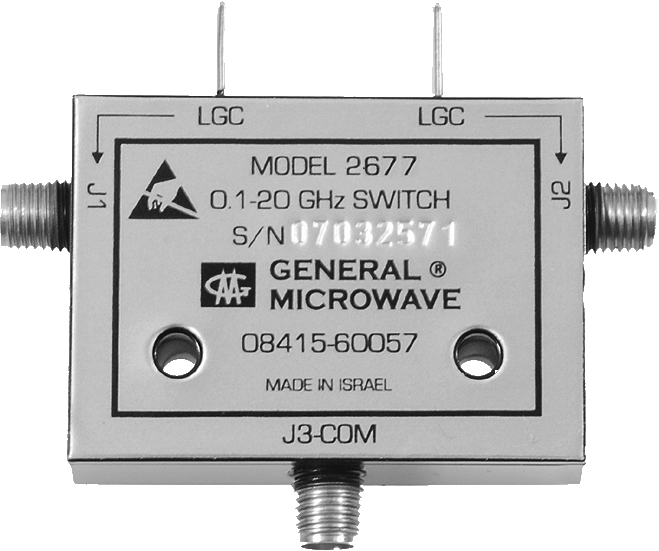
PIN dioda použitá v širokopásmovém mikrovlnném reflexním jednopólovém přepínači (typu SPDT) určeném pro práci ve frekvenčním rozsahu 0,1 až 20 GHz

Použití PIN diody pro funkci přepínacího elementu na vysokých frekvencích je založeno na rozdílných vlastnostech PIN diody v propustném a závěrném směru. Pro tyto frekvence se PIN dioda v propustném směru projevuje jako obvod s nízkou impedancí, zatímco v závěrném směru představuje obvod s vysokou impedancí.
Toho se využívá v případech vysokofrekvenční RF a mikrovlnné komunikace, kdy je potřeba oddělit signály např. v případech, kdy je jedna anténa použita pro příjem a vysílání, nebo je nezbytné přepínat mezi více signály. Pro tyto účely lze využít RF přepínače založené na mikro-elektromechanických systémech nebo na vlastnostech polovodičových obvodů a součástek.
Výhodných vlastností PIN diody z hlediska kvality přepínání (malá ztráty na přepínači) a rychlosti přepínání se využívá také v zobrazovacích systémech pro magnetickou rezonanci.
RF a radarové systémy v řadě případů potřebují rychlou změnu stavu přepínače. K tomu lze využít přepínače založené na FET a MEMS technologiích, které přepínají v řádu mikrosekund. PIN diody vykazují pro RF a radarové signály velmi dobré vlastnosti jak z hlediska kvality přepínání (malá ztráty na přepínači), tak z hlediska rychlosti, neboť umožňují rychlost přepínání v řádu od mikrosekund až po nanosekundy.

### RF a mikrovlnné proměnné atenuátory
RF a mikrovlnné proměnné atenuátory využívají toho, že změnou klidového proudu protékajícího PIN diodou lze rychle měnit její RF odpor. Při vysokých frekvencích se PIN dioda projevuje jako rezistor jehož odpor je inverzní funkcí průchozího proudu v propustném směru. PIN dioda tak může být v případě proměnných, řízených atenuátorů použita jako amplitudový modulátor.

### PIN dioda jako modulátor

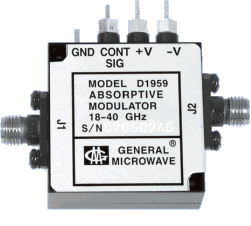
PIN dioda použitá v mikrovlnném modulátoru pracujícím v kmitočtovém rozsahu 18 až 40 GHz

PIN diodu lze použít jako prvek na kterém probíhá modulace. Modulační aplikace znamená, že dvě oddělené frekvence jsou přítomné na PIN diodě současně. K tomu dochází tak, že PIN dioda mění průběh nosné RF (v rozsahu od RF do mikrovlnných délek) v závislosti na modulujícím signálu o podstatně menší frekvenci (do 10 MHz).

### Omezovače
Jako omezovače se PIN diody používají pro ochranu testovacích sond a vysokofrekvenčních obvodů. Při malých signálech má PIN dioda zanedbatelný vliv díky malé parazitní kapacitě. Při velkých signálech začíná PIN dioda usměrňovat signál a RF impedance se  snižuje se zvyšující se amplitudou signálu.